# Gare d'Ettelbruck
La gare d'Ettelbruck est une gare ferroviaire luxembourgeoise de la ligne 1, de Luxembourg à Troisvierges-frontière, située près du centre-ville d'Ettelbruck sur le territoire de la commune du même nom, dans le canton de Diekirch.
Elle est mise en service en 1862 par la Compagnie des chemins de fer de l'Est, l'exploitant des lignes de la Société royale grand-ducale des chemins de fer Guillaume-Luxembourg.
C'est une gare de la Société nationale des chemins de fer luxembourgeois (CFL), desservie par des trains InterCity (IC), Regional-Express (RE) et Regionalbunn (RB).

## Situation ferroviaire
Établie à 200 mètres d'altitude, la gare d'embranchement d'Ettelbruck est située au point kilométrique (PK) 47,184 de la ligne 1 de Luxembourg à Troisvierges-frontière, entre les gares de Schieren et Michelau.
C'est aussi la gare d'origine de la ligne 1a de Ettelbruck à Diekirch, et elle était une gare de jonction de la ligne de l'Attert où elle est située au point kilométrique (PK) 52,153, aujourd'hui en grande partie désaffectée, sauf sur le tronçon désigné par l'indice 2b qui part de la gare vers le site ArcelorMittal de Bissen et qui est toujours ouvert aux trains de marchandises.

## Histoire
La station d'Ettelbruck est mise en service par la Compagnie des chemins de fer de l'Est, l'exploitant des lignes de la Société royale grand-ducale des chemins de fer Guillaume-Luxembourg, lors de l'ouverture à l'exploitation de la section de Luxembourg à Ettelbruck le 21 juillet 1862,. La ville compte alors 3 000 habitants. Initialement terminus de la ligne, les cinq kilomètres du prolongement jusqu'à Diekirch sont ouverts le 16 novembre 1862 (actuelle ligne 1a et tracé initialement prévu de l'actuelle ligne 1) puis un prolongement de 38 km vers la gare de Troisvierges est ouvert le 15 décembre 1866,.
Jusqu'en 2019, la gare possédait une annexe destinée au service d'autobus des CFL, fermée et remplacée depuis par un dépôt construit à Echternach.
Le troisième quai est partiellement achevé et mis en service le 9 novembre 2020 dans le cadre des travaux de modernisation et d'extension de la gare.
Dans le cadre du réaménagement de la gare (gare routière et quartier avoisinant), le bâtiment voyageurs a été démoli en 2022, ce qui n'est sans soulever des critiques notamment celle de l'association Luxembourg Under Destruction qui pointe le fait que ces chantiers se font sans considération sur le patrimoine ferroviaire.

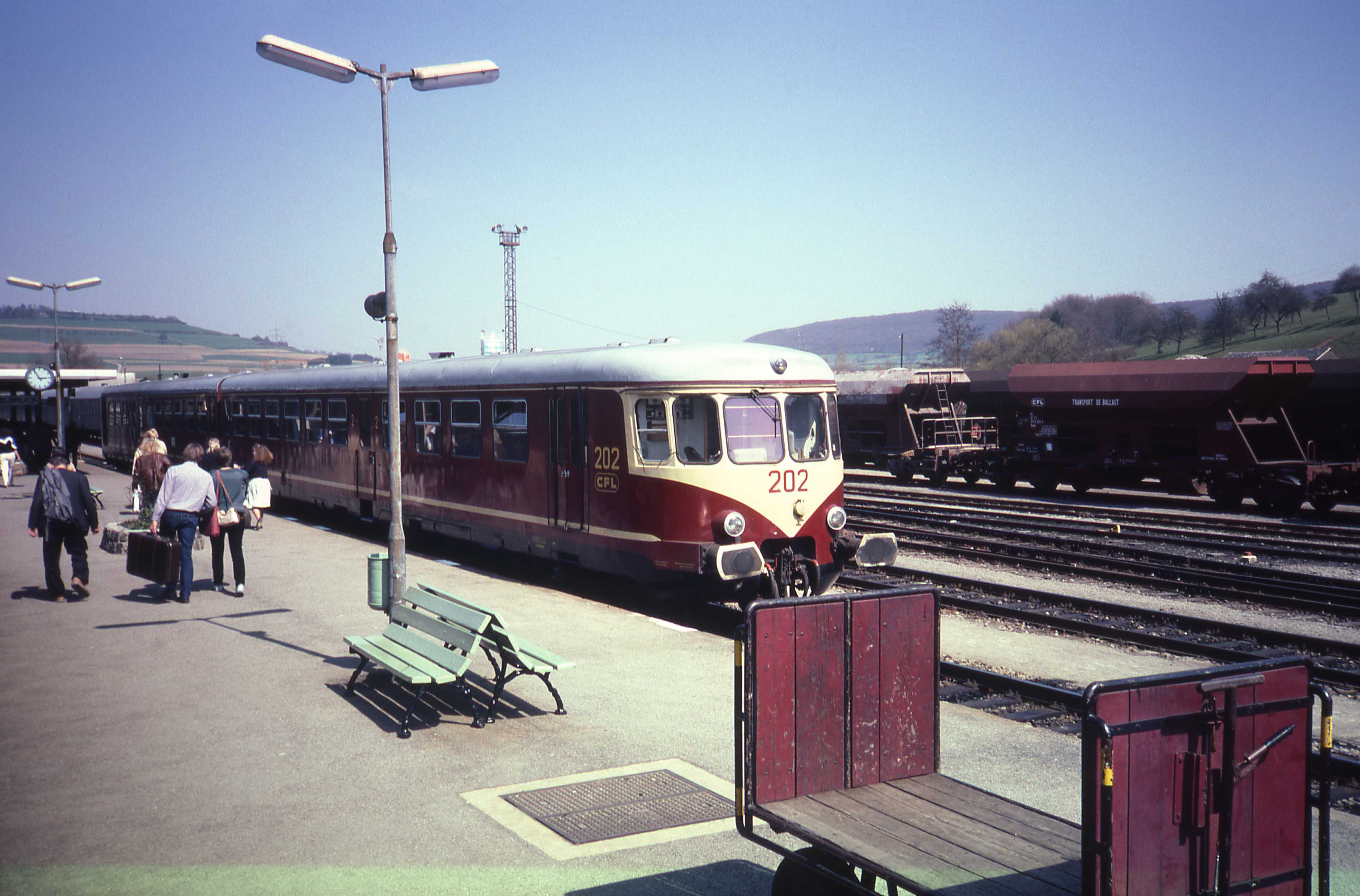
Desserte en 1984.
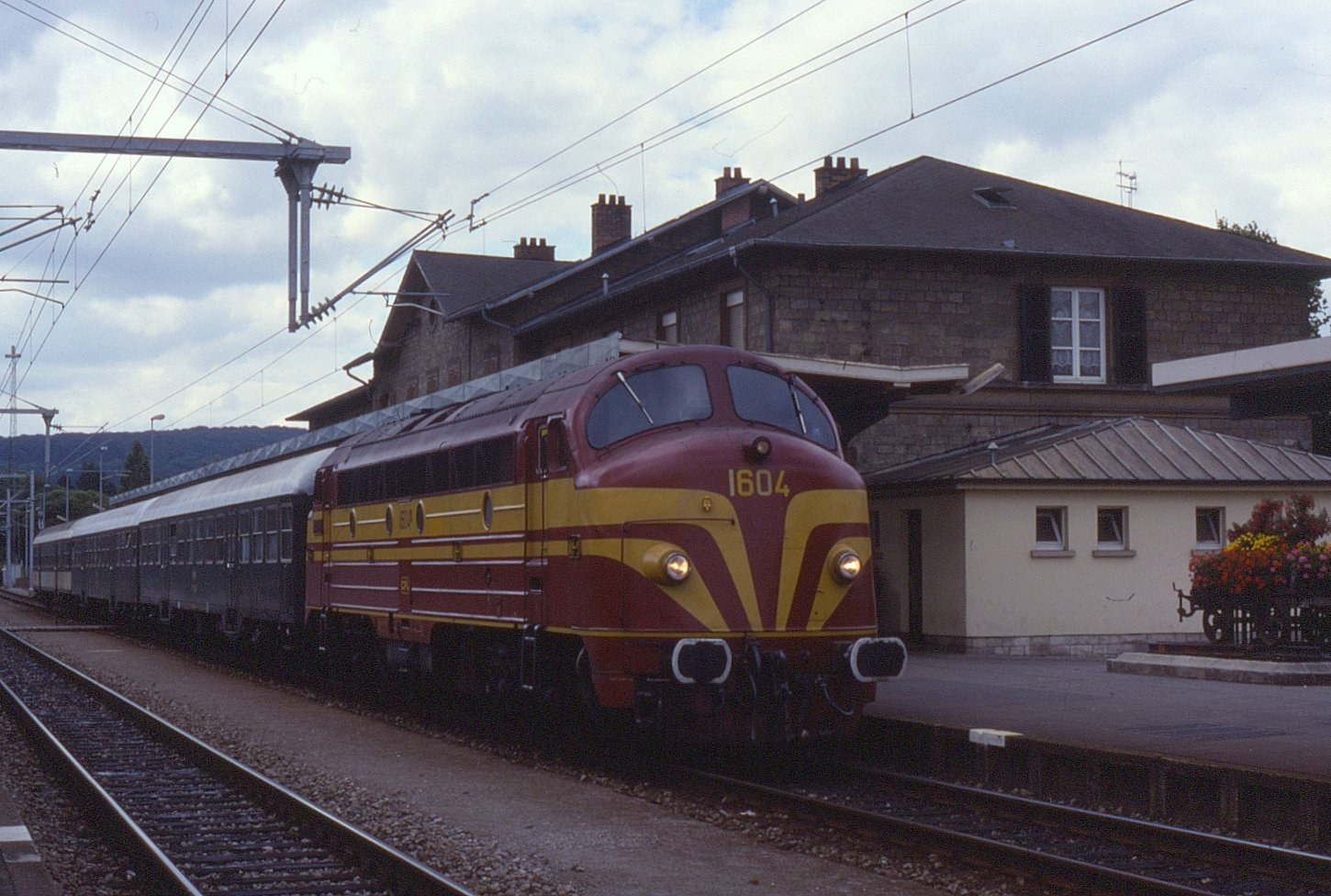
Desserte en 1989.

## Service des voyageurs

### Accueil
Gare CFL, elle dispose d'un bâtiment voyageurs, avec guichet d'information et salle d'attente. Des services sont proposés, notamment l'enregistrement des bagages et un guichet des objets trouvés. La gare abrite également un buffet, une boutique de presse, un pâtissier et un tabac. Elle est équipée d'un automate pour l'achat de titres de transport.
Le guichet de vente de la gare est fermé depuis le 1er mars 2020 dans le cadre de l’application de la gratuité des transports luxembourgeois (hors 1re classe et trains transfrontaliers).

### Desserte
Ettelbruck est desservie par des trains InterCity (IC), Regional-Express (RE) et Regionalbunn (RB) qui exécutent les relations suivantes, :
- Luxembourg - Ettelbruck - Diekirch - Troisvierges (- Gouvy - Liège-Guillemins - Liers pour les trains IC) ;
- Troisvierges - Luxembourg - Rodange.

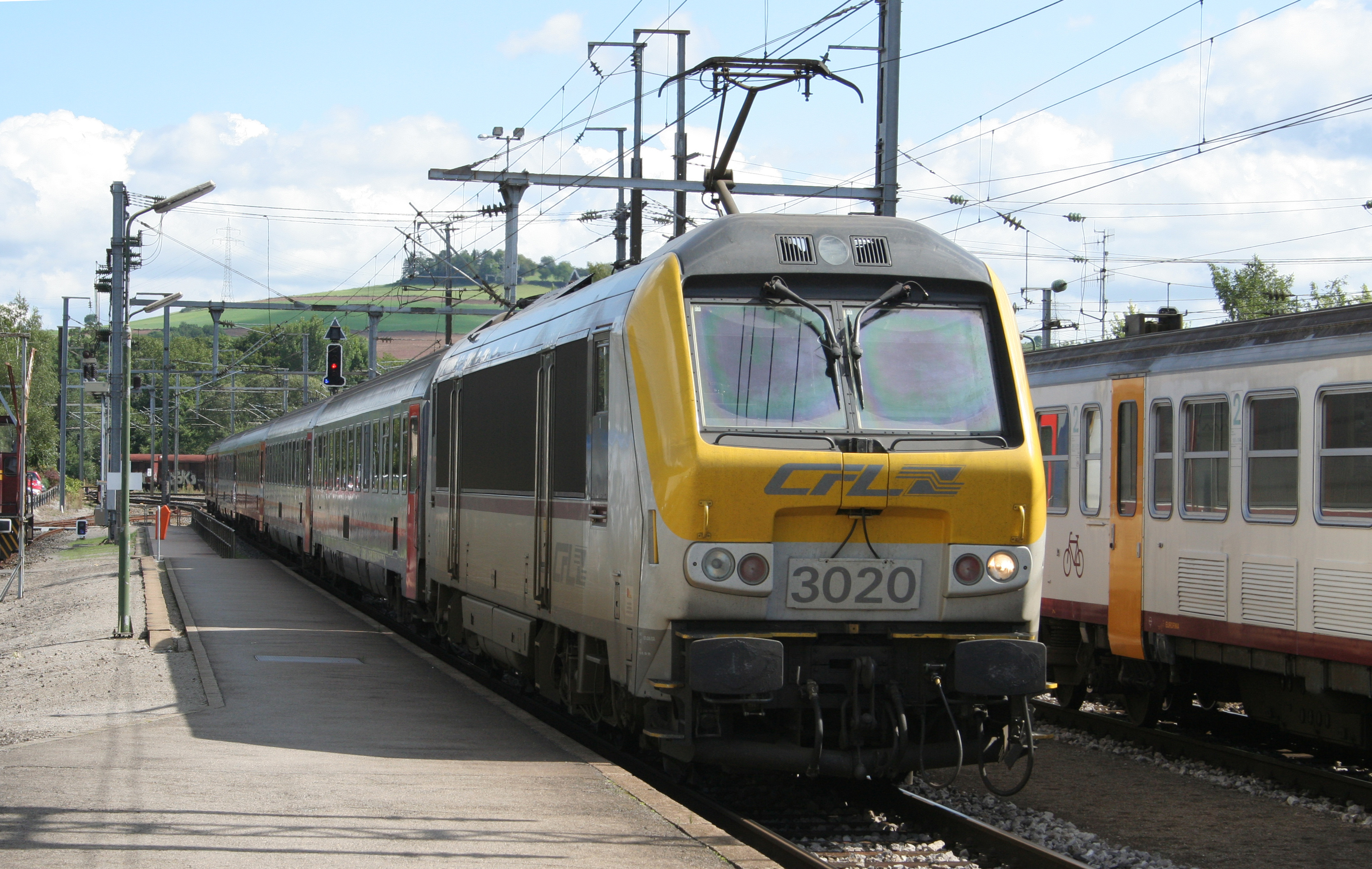
Desserte en 2007

### Intermodalité
Un parc pour les vélos (5 places) et un parking pour les véhicules (250 places) y sont aménagés. La gare possède un parking à vélo sécurisé mBox mobile de 16 places, une autre mBox de 32 places est implantée dans la commune au parking du Deich,.
La gare est desservie par de très nombreuses lignes du Régime général des transports routiers : 113, 114, 115, 116, 117, 118, 119, 130, 131, 132, 133, 134, 135, 136, 137, 170, 174, 180, 181, 188, 190, 191, 250, 935, 941, 942 et 950.
La gare est aussi desservie par les lignes « Moor » (ou ligne 1) et « Lopert » (ou ligne 2) du réseau communal City-Bus Ettelbruck.
Une station du service d'autopartage Flex y est implantée.